# Centaurea degeniana
Centaurea degeniana là một loài thực vật có hoa trong họ Cúc. Loài này được J.Wagner mô tả khoa học đầu tiên năm 1907.